# François Buisseret

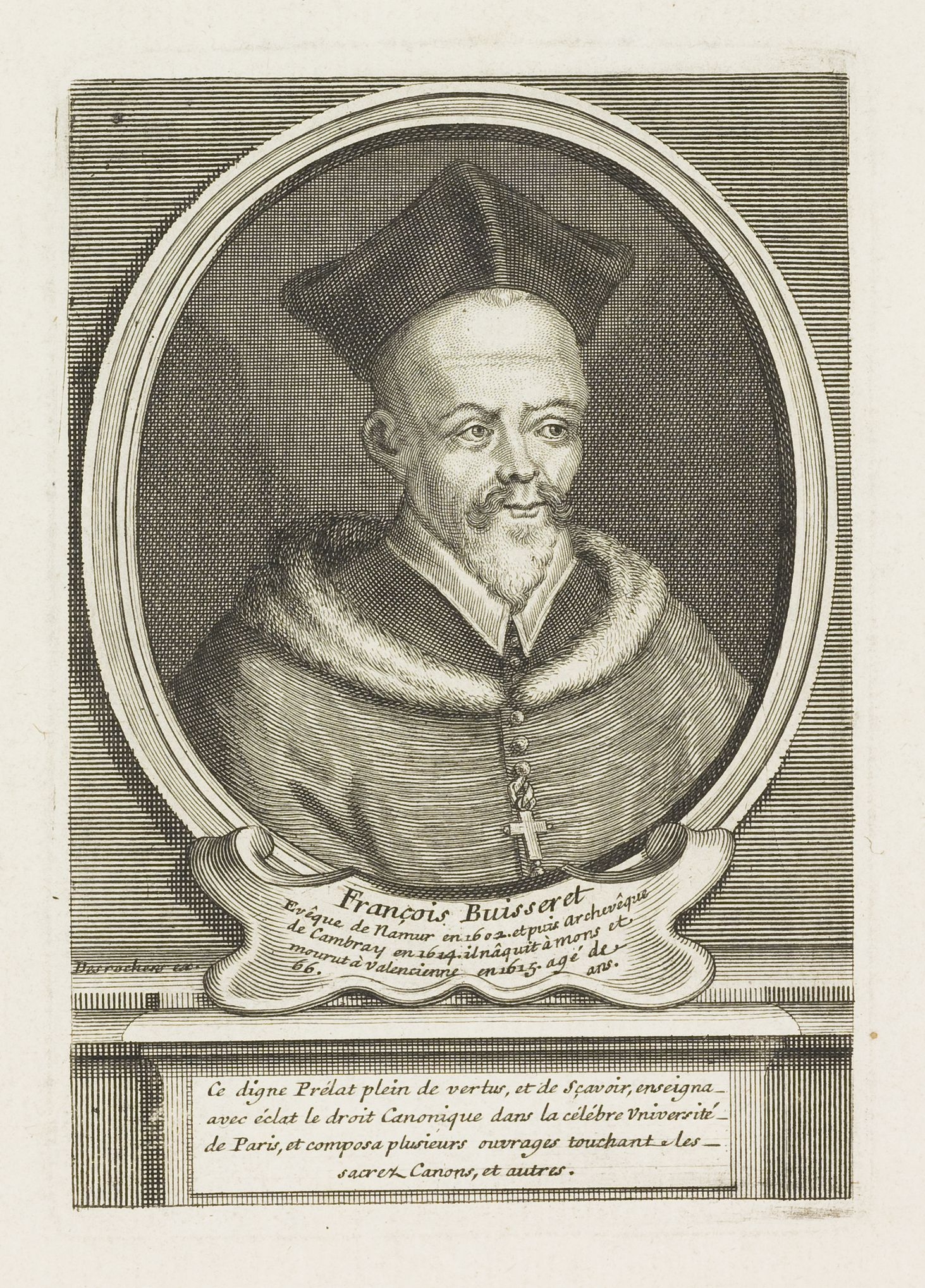
François Buisseret

François Buisseret (Bergen 1549 - Kamerijk of Valencijn 2 mei 1615) was bisschop van Namen en aartsbisschop van Kamerijk.

## Levensloop
De adellijke familie de Buisseret die in Henegouwen leefde, was een zijtak van de familie uit de Champagne. François Buisseret liep school in Houdain en studeerde filosofie aan de Leuvense universiteit, meer bepaald aan de Pedagogie De Lelie. Hij werd professor van filosofie en studeerde verder te Leuven om jurist utriusque iuris te worden (1574), dit wil zeggen zowel in het kerkelijk recht als het wereldlijk recht. Hij verliet Leuven om zich volop te wijden aan zijn taak als kanunnik van het aartsbisdom Kamerijk. In 1575 ondernam hij een bedevaart naar Rome en, op de terugweg, in Bologna behaalde hij het doctoraat in de rechtsgeleerdheid alsook de priesterwijding. Hij trok naar Parijs waar hij les gaf in kerkelijk recht. Hij vestigde zich in Bergen, waarbij hij zich toelegde op het bestuur van het kapittel van Kamerijk. De Franse troepen van baron d'Inchy hadden immers de clerus van de kathedraal uit Kamerijk gejaagd. Vandaar werkten Buisseret en de andere kanunniken in Bergen. Buisseret viel op in het kapittel door zijn juridisch scherpe teksten; de catechismus die hij schreef, was in klare en ondubbelzinnige taal geschreven. In 1598 verkoos het kapittel van Kamerijk hem unaniem tot nieuwe aartsbisschop, maar de aartshertogen Albrecht en Isabella in de Spaanse Nederlanden sturen hem wandelen, om onbekende reden. De aartshertogen gunden hem wel, twee jaar later, het bisdom Namen, wat paus Clemens VIII bevestigde (1601). Buisseret was bisschop van Namen van 1601 tot 1615. Hij stimuleerde de vestiging van Jezuïeten in Namen en organiseerde de verering van Maria van Oignies. Hij stichtte ook een priesterseminarie in Namen.
In 1615 werd Buisseret uiteindelijk tot aartsbisschop van Kamerijk benoemd (paus Paulus V). Bij het binnenkomen van Kamerijk werd hij enthousiast onthaald. Het werd de beloning van zijn jarenlang werk voor het kapittel van Kamerijk. Twee maanden later stierf hij evenwel onverwacht. Zijn lichaam werd begraven in de kathedraal van Kamerijk en zijn hart in de kathedraal van Namen.
Hij is een exponent van de Contrareformatie in de Spaanse Nederlanden. Het graafschap Namen behoorde tot de Zuidelijke Nederlanden; het aartsbisdom Kamerijk niet langer sinds de hervorming van 1558.

## Werken
- Discours admirable et veritable des choses advenues en la ville de Mons (Douai, Jan Bogard, 1586), an account of the exorcism of Jeanne Fery, later translated into Dutch (Leuven, 1587) and German (Munich, 1589).
- Déclaration de la doctrine chrétienne (Mons, Charles Michel, 1587), also known as the Catechism of the Diocese of Cambrai.
- Oraison funèbre sur le trespas et inhumation de très-illustre et excellent seigneur messire Emmanuel de Lalaing, marquis de Renty (Mons, Charles Michel, 1591), a funeral oration for Emanuel Philibert de Lalaing.
- Decreta synodi dioecesanae Namurcensis anno Domini M.DC.IIII (Leuven, 1605)
- Gallo-Brabantia (Brussel, Mommaert, Jan I, 1606) online
- Histoire de la vie, miracles, et translation de Sainte-Marie d'Oingnies (Leuven, Rivius, 1609), a life of Marie of Oignies.

- Bibliothèque nationale de France: cb118944865 (data)
- Gemeinsame Normdatei: 1156751128
- International Standard Name Identifier: 0000 0000 5471 2979
- Library of Congress Control Number: nr2001039767
- Système universitaire de documentation: 188975748
- Virtual International Authority File: 49222568
- WorldCat: E39PBJfcRgvkVYytJ73Wdqt9Xd